# Grijskopmargrietje
Het grijskopmargrietje (Pionus seniloides) is een vogel uit de familie Psittacidae (papegaaien van Afrika en de Nieuwe Wereld).

## Verspreiding en leefgebied
Deze soort komt voor van westelijk Venezuela tot noordwestelijk Peru.

## Status
De grootte van de populatie is niet gekwantificeerd maar de soort wordt omschreven als vrij algemeen maar wel met een gefragmenteerde verspreiding. Op de Rode lijst van de IUCN heeft deze soort de status niet bedreigd.